# Wolfgang Leupold

Wolfgang Leupold (ca. 1950)

Wolfgang Leupold (* 20. Dezember 1895 in Bern; † 9. Dezember 1986 in Amsoldingen; heimatberechtigt in Zofingen und Aarau) war ein Schweizer Geologe und Hochschullehrer.

## Leben
Wolfgang Leupold war Sohn des Juristen und Historikers Eduard Rudolf und der Marie, geborene Villiger. 1921 heiratete er Erika Bleuler in erster, und 1950 Margrit Gamper in zweiter Ehe. Er studierte Geologie bei Paul Arbenz an der Universität Bern und arbeitete nach seiner Promotion im Jahre 1922 als Erdölgeologe in Indonesien.

## Schaffen
Leupold war ab 1927 als Assistent an der Universität Bern tätig und arbeitete ab 1939 an der ETH Zürich. Ebenda wurde er 1940 Privatdozent, 1942 Titularprofessor und 1943 ausserordentlicher Professor. Er hielt Vorlesungen über die Mikropaläontologie und praktische Geologie.
Erwähnenswert ist Leupolds Forschungsprojekt über die ostschweizerischen Flysche. Er erstellte Expertisen für den Bau von Wasserkraftwerken in den Kantonen Graubünden, Tessin und Bern sowie in Spanien. 1939 erhielt er den Schläfli-Preis der Schweizerischen Naturforschenden Gesellschaft für seine Studien zur Nummuliten-Stratigraphie des alpinen und westeuropäischen Alttertiärs.

## Werke (Auswahl)
- Der Gebirgsbau des unteren Landwassertales in Mittelbünden. Stämpfli, Bern 1922. (Diss. Phil. II. Bern).
- Danielle Decrouez; Ursula Menkveld-Gfeller (ed.): Studien zur Nummuliten-Stratigraphie des alpinen und westeuropäischen Alttertiärs. Leupold’s Schläfli-Preisschrift 1939. Muséum d’histoire naturelle, Genève 2003. (Revue de paléobiologie. Volume spécial, ISSN 0253-6730; 5).
- mit Hans Tanner und Joseph Speck: Neue Beobachtungen zur Gliederung der Flyschbildungen der Alpen zwischen Reuss und Rhein. Geologisches Institut der Eidg. Technischen Hochschule und der Universität Zürich, Zürich 1942. (Mitteilungen aus dem Geologischen Institut der Eidgenössischen Technischen Hochschule und der Universität Zürich. Serie A; 26). Sonderdruck aus: Eclogae geologicae Helvetiae 35 (1942), Nr. 2.
- Andreas Isler; Paola von Wyss-Giacosa; Wolfgang Marschal (Einl.): Aufschlussreiches Borneo. Objekte, Fotografien und Dokumente des Schweizer Geologen Wolfgang Leupold in Niederländisch-Indien 1921-1927.  Ausstellung, Völkerkundemuseum der Universität Zürich, 25. März bis 23. Oktober 2011. Völkerkundemuseum der Universität Zürich, Zürich 2011, ISBN 978-3-909105-54-0.